# День Джамхурі
День Джамхурі (День Республіки) це національне свято в Кенії, яке відзначається 12 грудня кожного року «Джамхурі» — це мовою суахілі слово «республіка», а свято покликане офіційно відзначити дату, коли Кенія стала автономною республікою 12 грудня 1963 р. Країна стала республікою після отримання повного самоврядування від Сполученого Королівства, після здобуття незалежності 1 червня 1963 р. День Джамхурі вважається найважливішим днем Кенії, який відзначається численними святами, які відзначають культурну спадщину країни та оглядаються на її шлях до незалежності та самоврядування.

## Згрупування кольору
Згрупування кольору Збройних сил Кенії відбувається кожен день Джамхурі. Церемонія розпочинається о 11:30 після того як Президент Кенії, приймає національний салют та оглядає парад. Гурт грає повільним маршем, після якого йде швидкий марш, одинокий барабанщик потім відривається, щоб зайняти своє місце поруч із охороною номер один, щоб грати на виклик барабанщиків, сигналізуючи офіцерам № 1 гвардії зайняти позиції для отримання кольору. Потім супровід кольору піде на марш, щоб зібрати колір, коли масивна група KDF грає вибрану кенійську мелодію. Після передачі і коли ескорт подарує зброю, відтворюється перший вірш гімну Кенії, тоді ескорт до кольору відхиляється повільним маршем на мелодію британських гренадерських гвардійців. Перша мелодія, яку зазвичай грають під час маршу, завжди — «Сушею та морем».

### Список одиниць Об'єднання кольорів
| Рік  | Колір                                                   | Салют прийнятий            | Примітки |
| ---- | ------------------------------------------------------- | -------------------------- | --- |
| 2000 | Військово-морські сили Кенії                            | Президент Данієль арап Мої | |
| 2009 | Військово-морські сили Кенії                            | Президент Мваї Кібакі      | |
| 2013 |                                                         | Президент Ухуру Кеніятта   | Відзначали Золотий ювілей Республіки Кенія. У ньому взяли участь такі сановники, як Поль Кагаме, Джон Махама та Йовері Мусевені.                                  |
| 2014 | 9-й кенійський стрілецький батальйон                    | Президент Ухуру Кеніятта   | [ 5 ] |
| 2015 | 15-й кенійський стрілецький батальйон                   | Президент Ухуру Кеніятта   | [ 6 ] |
| 2016 | Військово-морські сили Кенії                            | Президент Ухуру Кеніятта   | Почесним гостем був Міа Моттлі, Прем'єр-міністр Барбадосу. |
| 2017 | Повітряна база Moi, Військово-повітряні сили Кенії      | Президент Ухуру Кеніятта   | [ 9 ] |
| 2018 | 17-й кенійський стрілецький батальйон                   | Президент Ухуру Кеніятта   | Відсвяткували 55-річчя Республіки Кенія. У той же день 17-ті кенійські гвинтівки отримали свої кольори і були переведені на нову базу в Модіка, графство Гарісса. |
| 2019 | Повітряна база Laikipia, Військово-повітряні сили Кенії | Президент Ухуру Кеніятта   | Вдруге з моменту створення бази в 1974 році. |